# Spirit Inspiration
「Spirit Inspiration」（スピリット・インスピレーション）は、Nothing's Carved In Stoneの3枚目のシングル。2012年11月28日にEPIC Recordsから発売された。

## 概要
前作「Pride」から約4か月ぶりのリリースとなる2012年2作目のシングルで、4thアルバム『Silver Sun』からのリカット作品。表題曲は、MBS・TBS系テレビアニメ『絶園のテンペスト』の前期オープニングテーマに起用された。
販売形態は通常盤と期間限定盤の2種リリースで、前者にはオリジナルステッカーが、期間限定盤には、同アニメの主人公である滝川吉野と不破真広が描かれている。

## 収録曲
- 全曲とも、作詞・作曲・編曲はNothing's Carved In Stoneが担当。

### 通常盤
1. Spirit Inspiration [4:22]
MBS・TBS系テレビアニメ『絶園のテンペスト』前期オープニングテーマ
2. Lighthouse [3:24]
3. BLUE SHADOW [6:05]

### 期間限定盤
1. Spirit Inspiration [4:11]
2. Spirit Inspiration - アニメバージョン - [1:32]

## 収録アルバム
| 曲名               | アルバム   | 発売日        | 備考                  |
| ------------------ | ---------- | ------------- | --------------------- |
| Spirit Inspiration | Silver Sun | 2012年8月15日 | 4thオリジナルアルバム |